# Euzebiusz z Cezarei
Euzebiusz z Cezarei (ur. ok. 264, zm. ok. 340) – pisarz, teolog i historyk chrześcijański, biskup Cezarei w Palestynie od 313. Uczeń Pamfila z Cezarei, obrońcy twórczości Orygenesa – jako wyraz oddania dla swego mistrza przyjął przydomek syn Pamfila.

## Działalność pisarska
Uważany za twórcę dziejopisarstwa chrześcijańskiego, jest autorem Historii kościelnej (gr. Ἐκκλησιαστικὴ ἱστορία, łac. Historia ecclesiastica, Historia Ecclesiae; wyd. polskie 1924) – pierwszej próby przedstawienia dziejów Kościoła od jego założenia do czasów zwycięstwa Konstantyna Wielkiego nad Licyniuszem. Po śmierci władcy napisał też obszerny utwór panegiryczny na cześć Konstantyna zatytułowany De Vita Constantini.
Poza tym jest autorem wielu innych dzieł historycznych i dogmatycznych: Preparatio evangelica, Demonstratio evangelica. Pisał na temat rozbieżności w Ewangeliach. Ważnym źródłem historycznym jest również jego Kronika; napisana w grece opisuje dzieje chaldejskie, hebrajskie, egipskie i rzymskie do roku 325. W języku oryginalnym zachowana jedynie we fragmentach, w całości ocalała w łacińskim i ormiańskim przekładzie Hieronima. Zachowały się też fragmenty dzieła w kronikach syryjskich i bizantyńskich.
Euzebiusz był również wybitnym politykiem. Jako umiarkowany arianin, poparł jednak, dla zachowania jedności Kościoła, Credo uchwalone w Nicei (Nikea, gr. Νίκαια, Nikaia, dzisiaj Íznik) w roku 325. Jest ostatnim subordynacjonistą uważającym Syna Bożego za niższego od Ojca, niepotępionym za poglądy. Zaufany cesarza Konstantyna stworzył chrześcijańską filozofię władzy, która legła u podstaw tzw. teokracji bizantyńskiej.
Zwolennicy hipotezy o pełnym fałszerstwie tzw. Testimonium Flavianum wskazują Euzebiusza z Cezarei jako jednego z potencjalnych autorów tej wzmianki o Jezusie zawartej w kopiach „Dawnych dziejów Izraela” Józefa Flawiusza, pochodzących z przełomu III i IV wieku, czyli z czasów działalności Euzebiusza.

## Dzieła
- Historia kościelna. Agnieszka Caba (przekład na podst. tłum. Arkadiusza Lisieckiego); Henryk Pietras (opr.). Wyd. 2 zm. Kraków: Wydawnictwo WAM, 2013, seria: Źródła Myśli Teologicznej 70. ISBN 978-83-7318-938-6. Brak numerów stron w książce
- Życie Konstantyna. Wstęp, tłumaczenie, przypisy Teresa Wnętrzak. Kraków: Wydawnictwo WAM, 2007, seria: Źródła Myśli Teologicznej 44.
- Praeparatio evangelica
- Demonstratio evangelica
- Kronika (fragmenty)
- Komentarz do Izajasza
- Contra Hieroclem